# Mount Handsley
Mount Handsley ist ein Nebengipfel des Knobheadmassivs in den Quartermain Mountains des antarktischen Viktorialands. Er erhebt sich rund 2,5 Kilometer südsüdöstlich des Hauptgipfels und überragt den oberen Abschnitt des Ferrar-Gletschers auf der nordwestlichen Seite. 
Benannt wurde der Berg durch das New Zealand Antarctic Place-Names Committee nach Petty Officer Jesse Handsley (1876–1916) von der Royal Navy, einem Teilnehmer der Discovery-Expedition (1901–1904) unter der Leitung des britischen Polarforschers Robert Falcon Scott, der gemeinsam mit Scott und vier weiteren Teilnehmern im Jahr 1903 einen Erkundsmarsch zum Ferrar- und Taylor-Gletscher unternahm.